# Mühlhausen (Estenfeld)
Mühlhausen ist ein Gemeindeteil der Gemeinde Estenfeld im unterfränkischen Landkreis Würzburg in Bayern.

## Geografische Lage
Das Kirchdorf Mühlhausen liegt im Norden des Estenfelder Gemeindegebiets. Weiter nördlich beginnt das Gemeindegebiet von Unterpleichfeld, während der Gemeindesitz im Nordosten zu finden ist, liegt der Ortsteil Rupprechtshausen nördlich von Mühlhausen. Im Westen findet sich eine Auffahrt auf die Bundesstraße 19, weiter westlich liegt Kürnach. Südlich von Mühlhausen liegt Estenfeld mit der Auffahrt zur Bundesautobahn 7 am Kreuz Würzburg/Estenfeld. Im Westen ist Rimpar zu finden.

## Geschichte
Mehrere Ausgrabungen um den heutigen Ort verweisen auf das hohe Alter von Mühlhausen. Der Name des Ortes verweist auf eine Mühle an der Pleichach, um die herum mehrere Hofgüter entstanden. Die Mühle bildete auch im Mittelalter weiterhin den Dorfmittelpunkt. Das Dorf war als Kondominat mehreren Herren unterstellt. Im Jahr 1285 erwarb der Abt von Kloster Ebrach, Winrich, vom Schenk von Weiltingen einige Besitzungen in dem Ort. 
Am 2. August 1330 erhielt das Zisterzienserkloster weitere Gefälle, als die Witwe des Wiprecht von Grumbach alle Ansprüche auf die Mühle aufgab. 1386 ist ein Vertrag zwischen dem Ebracher Abt Peter I. und dem Würzburger Domherrn Konrad Schenk von Ebrach abgeschlossen. Die Dorfherren, das Kloster und das Würzburger Hochstift, hielten abwechselnd Gericht. Noch 1548 wurden die beiden Rechtsverhältnisse in einer Dorfordnung festgelegt.
Ein Gerichtsurteil vom 16. September 1401 nennt Erbschaftsstreitigkeiten um die Mühlhäuser Mühle. Hans und Claus Müller von Mühlhausen und Fritz Oringer von Kürnach stritten um die Besitzungen im Dorf. Im Jahr 1548 hatte Jörg Appelmann den Posten in der Ebracher Mühle inne. Noch im 16. Jahrhundert kam es zu Streitigkeiten zwischen dem Dorf Oberpleichfeld und dem Kloster Ebrach, weil der Ebracher Müller einige Veränderungen am Bach vorgenommen hatte. Abt Leonhard Rosen konnte den Streit schließlich beilegen.
Im Jahr 1714 erhielt erstmals ein Privatmann die Mühle. Neuer Lehensträger war der Würzburger Barbier Max Grebner, ein Drittel blieb aber beim ebrachischen Schultheißen. Im Jahr 1723 erhielt das Dorf mit der Kirche St. Georg ein neues Gotteshaus, der Vorgängerbau entstammte dem 17. Jahrhundert. Nach der Schlacht um Würzburg (1796) wurde der Ort von französischen Revolutionstruppen niedergebrannt. Das Hochstift und der zugehörige Ort wurden 1803 zugunsten Bayerns säkularisiert, dann im Frieden von Preßburg (1805) Erzherzog Ferdinand III. von Toskana zur Bildung des Großherzogtums Würzburg überlassen, mit dem es 1814 endgültig an Bayern fiel. Im Jahr 1818 wurde mit dem bayerischen Gemeindeedikt die politische Gemeinde Mühlhausen gegründet. Die Gemeinde hatte eine Fläche von etwa 485 Hektar und als einzigen Gemeindeteil das Kirchdorf Mühlhausen. Am 1. Mai 1978 wurde die Gemeinde auf eigenen Wunsch hin nach Estenfeld eingemeindet.

## Baudenkmäler

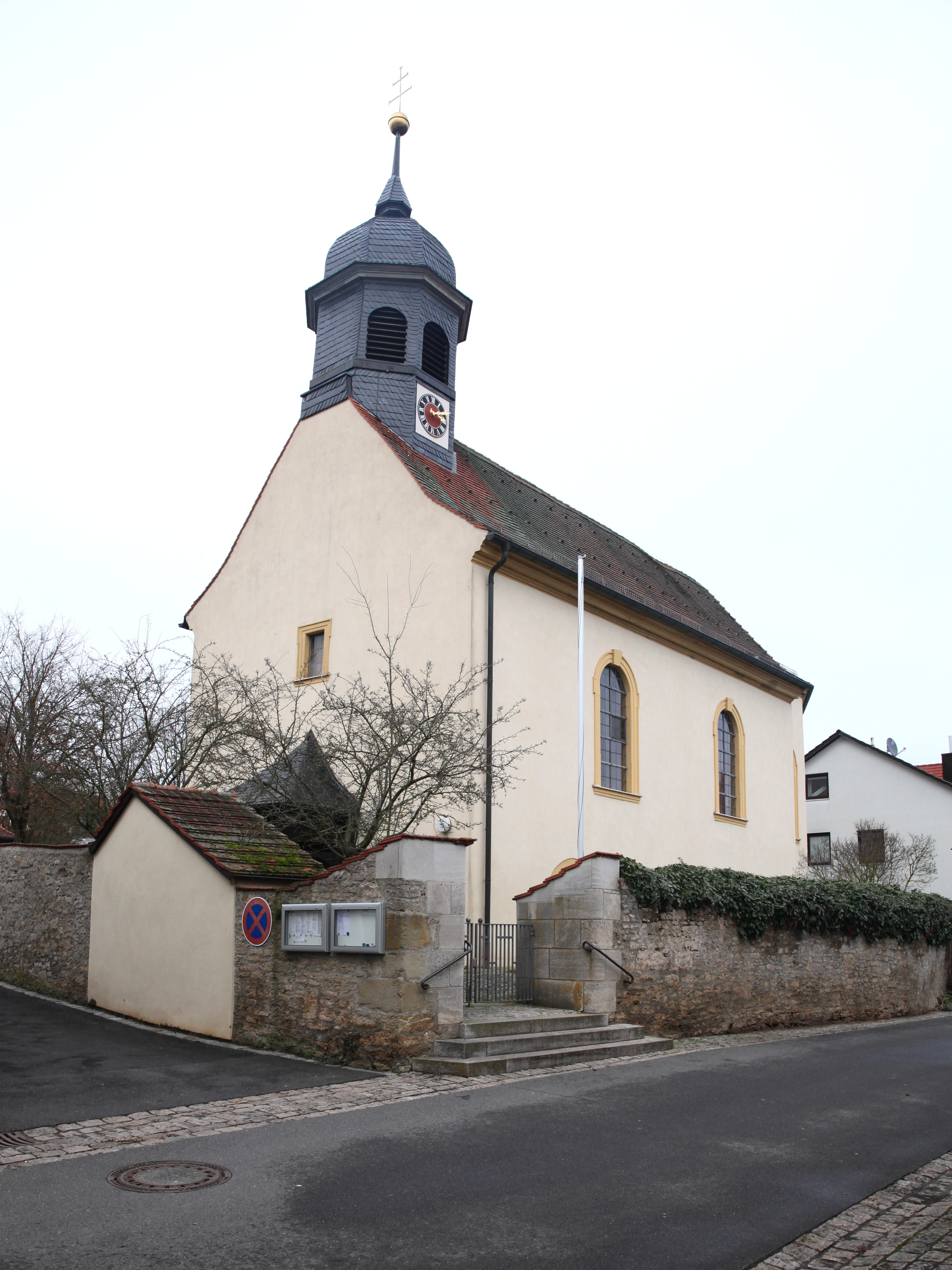
St. Georg

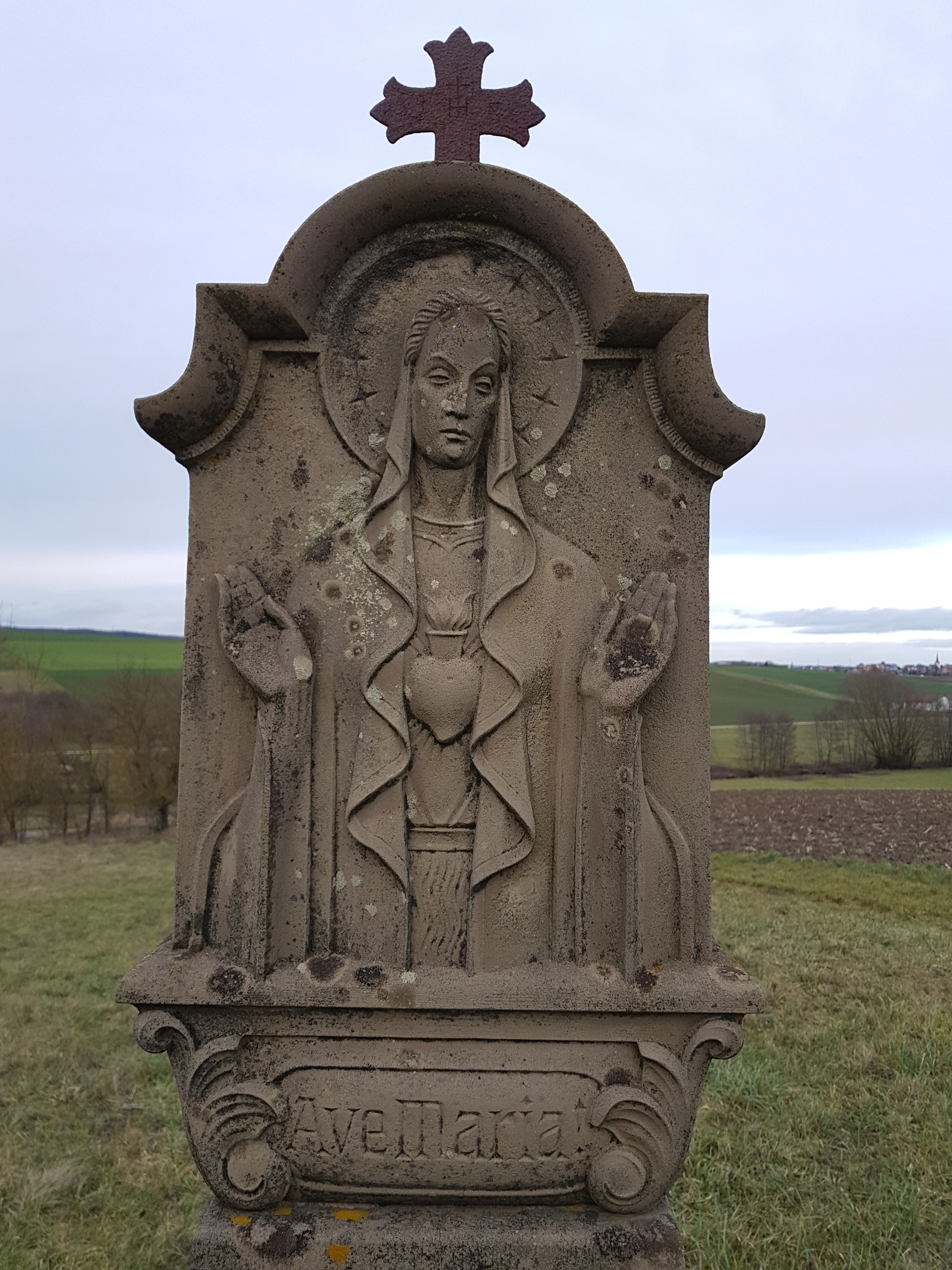
Bildstock in Mühlhausen

Den Mittelpunkt des Dorfes bildet die katholische Kuratiekirche St. Georg. Sie entstand in ihrer heutigen Form im Jahr 1723 und präsentiert sich als Saalbau mit eingezogenem Chor. Auf der Ostseite wurde dem Gotteshaus ein Dachreiter aufgesetzt. Neben der Kirche entstand eine kleine Ölberggruppe. Ein typisch fränkisches Hoftor von 1771 findet sich in unmittelbarer Nähe zur Georgskirche. Sie besteht aus einer Fußgängerpforte und wurde mit Pfeilern und Kugelaufsätzen errichtet. 
Ebenso hat sich die alte Mühle im Dorf erhalten. Es handelt sich um einen zweigeschossigen Walmdachbau mit geohrten Rahmungen vom Ende des 18. Jahrhunderts. Um das Hauptgebäude gruppieren sich außerdem mehrere Stadel und Nebengebäude. Im Dorf und auf der umgebenden Gemarkung finden sich außerdem mehrere Bildstöcke und Kleindenkmäler. Sie entstammen unterschiedlichen Jahrhunderten und gehen zumeist auf private Stiftungen zurück.

## Persönlichkeiten
- Valentin Kraus, Ordensname Maurus (1873–1941), Bildhauer, Hochschullehrer und Konventuale